# HD 164245
HD 164245，又名CD-3612115，SAO 209608、HR 6708，是一颗恒星，视星等为6.3，位于銀經355.28，銀緯-6.69，其B1900.0坐标为赤經17h 55m 2.5s，赤緯-36° -6.69′ 25″。